# Ichneumon silaceus
Ichneumon silaceus är en stekelart som beskrevs av Johann Ludwig Christian Gravenhorst 1829. Ichneumon silaceus ingår i släktet Ichneumon och familjen brokparasitsteklar. Arten är reproducerande i Sverige. Inga underarter finns listade i Catalogue of Life.